# Pappa al pomodoro
La pappa al pomodoro est une spécialité culinaire paysanne italienne issue de la cuisine toscane. 

## Histoire
Florence et Sienne revendiquent sa paternité.
La pappa désigne la « bouillie » pour les enfants ; c'est aussi un mot que les adultes emploient pour désigner la nourriture des plus petits. Elle s'inscrit dans la tradition des ancestrales zuppe (soupes à base de pain ou de légumes). Les Toscans ont substitué la tomate aux légumes vers la fin du XVIIIe siècle, lorsque la culture de la tomate s'est diffusée dans toute l'Europe. Cette soupe de récupération du pain sec était à l'origine d'un rose léger, avec très peu de tomates, pour tromper l'œil et l'estomac.

## Description
L'origine paysanne de ce plat est mise en évidence par ses ingrédients : pain toscan maison (non salé) rassis, tomates, bouillon de légumes, gousses d'ail, basilic, huile d'olive extra vierge toscane, sel et poivre,. À Arezzo, ce plat est traditionnellement préparé en ajoutant de l'oignon au lieu de l'ail.
Elle se déguste chaude ou tiède.

## Culture populaire
La pappa al pomodoro est connue en dehors de la Toscane pour la première fois en 1912 car elle est au centre d'une des pages les plus célèbres de Il giornalino di Gian Burrasca de l'écrivain florentin Vamba. L'espiègle Jean la Bourrasque y dénonce l'hypocrisie des adultes et de la société. Le nom de ce personnage est passé dans le langage courant pour désigner un enfant facétieux. Le jeune héros parvient, au cours de l'histoire, à faire manger à tous ses camarades la tant adorée pappa.
En outre, en 1965, à l'occasion de l'adaptation télévisée de ce livre, Rita Pavone a interprété la célèbre chanson Viva la pappa col pomodoro, écrite par Lina Wertmüller et mise en musique par Nino Rota, qui faisait partie de la bande-son de la série télévisée. 
Une légende attribue des pouvoirs à la pappa : il faut la chauffer jusqu'à ce qu'un voile se forme à la surface, la remuer délicatement et répéter ce geste sept fois pour qu'elle puisse être mangée et que la magie puisse opérer. 